# André Onana
André Onana Onana (født 2. april 1996) er en camerounsk professionel fodboldspiller, som spiller for Premier League-klubben Manchester United og Camerouns landshold.

## Klubkarriere

### Ajax
Efter at have spillet for Samuel Eto'os akademi i Cameroun, flyttede Onana i 2010 til FC Barcelonas akademi. I januar 2015 skiftede han til AFC Ajax, og blev med det samme en del af deres ungdomshold, Jong Ajax. Onana debuterede for førsteholdet i 2016-17 sæsonen, og etablerede sig med det samme som en fast mand på holdet.
I februar 2021 blev Onana bandlyst fra fodbold i et år af UEFA. Dette var fordi han var blevet testet positiv for Furosemide, et bandlyst stof. Onana appellerede beslutningen, og sagde, at han ved et uheld havde taget hans kones medicin. I juni blev hans bandlysning reduceret til 9 måneder.

### Inter Milan
Onana skiftede i juli 2022 til Inter Milan efter hans kontrakt med Ajax var udløbet. Han spillede i sin ene sæson hos Inter en vigtig rolle i, at klubben vandt Coppa Italia og nåede til Champions League finalen, hvor de dog tabte til Manchester City.

### Manchester United
Onana skiftede i juli 2023 til Manchester United.

## Landsholdskarriere
Onana debuterede for Camerouns landshold den 6. september 2016. Han har været del af Camerouns trupper til flere internationale turneringer.
Efter den første kamp ved VM 2022, kom Onana i et skænderi med træner Rigobert Song, som resulterede i, at han blev sendt hjem fra turneringen. Herefter annoncerede Onana, at han stoppede på landsholdet. I september 2023 annoncerede Onana, at han ville vende tilbage til landsholdet efter en forsoning med Song.

## Titler
Ajax
- Eredivisie: 2 (2018-19, 2020-21, 2021-22)
- KNVB Cup: 2 (2018-19, 2020-21)
- Johan Cruijff Schaal: 1 (2019)

Inter Milan
- Coppa Italia: 1 (2022-23)
- Supercoppa Italiana: 1 (2022)

Individuelle
- Årets fodboldspiller i Cameroun: 1 (2018)
- Bedste afrikanske målmand: 1 (2018)
- Eredivisie Årets hold: 1 (2018-19)
- CAF Årets hold: 1 (2019)